# 落合洋司
落合 洋司（おちあい ようじ、1964年3月 - ）は日本の弁護士。元検察官。情報ネットワーク法学会会員、日本刑法学会会員。

## 略歴
- 1989年4月 - 司法修習（41期）終了、東京地方検察庁検事任官。
- 2000年8月 - 検事退官
- 2000年10月 - 弁護士登録
- 2008年9月 - 泉岳寺前法律事務所（港区高輪）設立。
- 2017年10月 - 第48回衆議院議員総選挙に無所属で広島4区から出馬したが落選。
- 2019年2月 - 同年7月に行われる第25回参議院議員通常選挙に立憲民主党公認で参議院比例区より出馬する意向を表明した[3]が、Twitterでの不適切な投稿により同年4月、立憲民主党が公認を取り消した[4][5]。

## エピソード・発言
- テレビ番組からの電話取材に対しギャラが支払われなかったことで、「ノーギャラのケチンボ、が失笑もの」「俺はお前らのアシスタントじゃねーよ。馬鹿が」「電話してくる奴も、頭も人間性も、いかにも低レベル。馬鹿丸出し」と発言した[6][7]。
- Twitter上で政界進出について幾度も言及しており、2017年2月に「無所属で打って出る手もあるなと思い始めた。」などと無所属での出馬をほのめかしている[8]。その後、2017年9月22日に広島県第4区から出馬すると記者会見を行った[9]。「当選したら自民党に追加公認を求める」と発言していた[10]が、最下位で落選した。

## 政策
- 2017年の朝日新聞によるアンケートにおいて、選択的夫婦別姓制度導入に賛成、としている[11]。

## 著書
- 『サイバー法判例解説』（共著、商事法務）
- 『インターネット上の誹謗中傷と責任』（共著、商事法務）